# 미주리 세인트 루이스 토머스 제퍼슨 스쿨
토머스 제퍼슨 스쿨(Thomas Jefferson School)은 미국 미주리주 세인트 루이스에 있는 12년제 사립 초중고등학교이다. 이 학교는 1946년에 첫 개교되었다.